# Paloma real
La paloma real también conocida como king, es una raza de paloma desarrollada a lo largo de muchos años de crianza selectiva principalmente como raza de utilidad.  Las palomas reales, junto con otras variedades de palomas domesticadas, son todas descendientes de la paloma bravía (Columba livia).

## Descripción y comportamiento
Las palomas king son una de las palomas más grandes del mundo, con machos que alcanzan longitudes de entre 35 y 45 centímetros. Tienen un plumaje principalmente gris azulado con una corona blanca distintiva y un parche verde en el cuello. Las hembras son un poco más pequeñas y menos coloridas que los machos. Existe otra enorme variedad de colores como la blanca, la plateada, la negra atigrada, verde, entre otros.
Las palomas king se encuentran en una variedad de hábitats, incluidos bosques, sabanas y áreas urbanas. Son aves sociales que viven en bandadas de hasta 30 individuos. Las palomas king son herbívoras y comen una variedad de frutas, semillas y hojas.

## Espectáculo de palomas
La raza también tiene una variedad criada para exhibiciones en espectáculos de palomas. Se la llama Show King para distinguirla de la variedad puramente utilitaria. El Show King tiene un doble propósito y se puede utilizar para la cría de pichones.

## Relación con los humanos

### Alimento
La carne de paloma real es popular en las cocinas de algunas partes de China, el norte de África, América del Norte y algunos países europeos. Aunque frecuentemente en algunas regiones organizaciones aplican leyes del bienestar animal y contra el maltrato animal, por lo que terminan convirtiéndolo en un alimento tabú.

### Cómo mascota

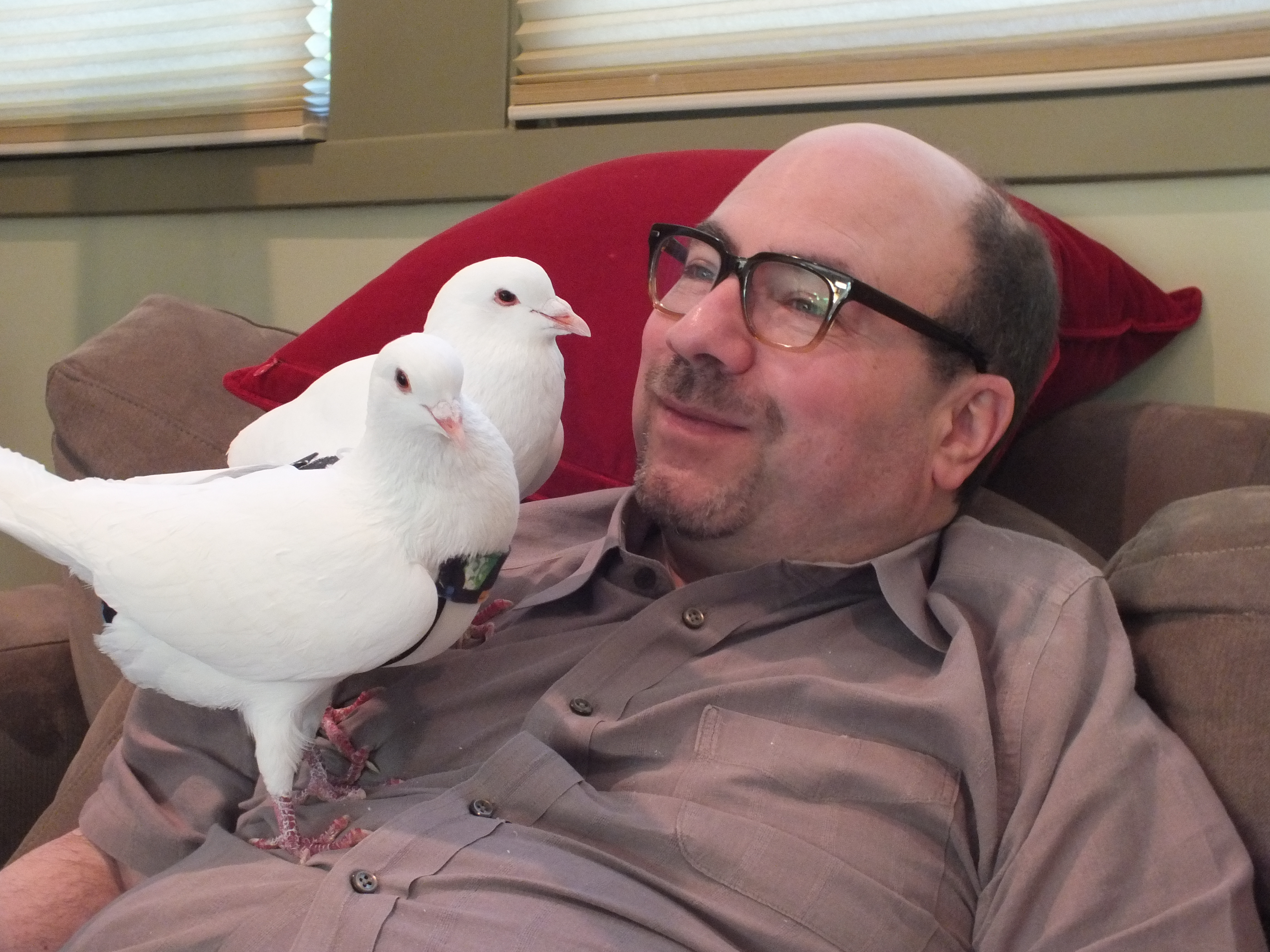
Craig Newmark con unas palomas king.

Son mascotas populares debido a su fácil cuidado. Sus necesidades y hábitat deben ser parecidos a lo que se le daría de hogar a un ave no voladora doméstica como una gallina. Se alimentan en cautiverio de granos, semillas y pienso para palomas .